# Мое Поаті I
Мое Поаті I (*д/н — 1787) — 10-й малоанґо (володар) держави Лоанґо в 1773—1787 роках.

## Життєпис
Походив з клану Конді. Був сином голови клану та Номбо Сінди, представниці знаті пігмейського племені бабонго. Його описи сповненні легенд та міфів. Начебто був пророком, який опановував природні стихії, володів багатьма магічними силами і практикував ворожіння. Мав титул камангу ва кама-мбоу.
1766 року після смерті малоанго Н'Ґангуе М'Вумбе висунув свої претензії на трон. Йому протистояв клан Н'Ката. Лише за підтримки чінтомі чібуна (верховного жерця) святилища (чібіла) божества бун в м. Банана домігся визнання прав на трон. Втім вибори відбулися на раді 27 кланів. З цього часу влада малоанга обмежувалася правами на работоргівлю та призначення посадовців при отриманні теократичного змісту. Водночас влада в 7 провінціях переходила до намісників, яких обирали 27 кланів.
Панував до 1787 року. Новим малоанго було обрано Мое Таті Макосо Масонґа.